# Matt’s Place Drive-In
Das Matt’s Place Drive-In ist ein Baudenkmal und Drive-in-Restaurant in Butte im Silver Bow County, Montana.

## Baubeschreibung
Das zweistöckige Gebäude wurde im Baustil des American Arts and Crafts Movement gestaltet und weist einen unregelmäßigen Grundriss auf. Die durch einen Kreuzgiebel festgelegte Frontfassade ist zur Straße hin nach Osten ausgerichtet und hat eine Länge von drei Fensterachsen, wobei die nördliche zurücksteht. Die Breite des Matt’s Place Drive-In beträgt zwei Fensterachsen. Das Dach besteht aus zwei sich kreuzenden Satteldächern. Die Ausstattung und Inneneinrichtung ist zum Teil noch im Originalzustand, wie zum Beispiel die hufeisenförmige Ladentheke oder die Leuchtreklame. Die fest eingebauten Einrichtungsgegenstände sind verchromt und stammen aus den 1950er-Jahren.

## Geschichte
Im Jahr 1930 wurde das Matt’s Place Drive-In um eine Kernstruktur, ein Wirtschaftsgebäude, herum errichtet. Dieses war im Jahr zuvor an dieser Stelle platziert worden und stand ursprünglich auf einem benachbarten Grundstück. Ein Nord- und ein Südflügel wurden später an das Matt’s Place Drive-In angebaut. Es war eines der ersten Drive-in-Restaurants in Montana.
Das Matt’s Place Drive-In wurde am 29. März 2001 in das National Register of Historic Places aufgenommen.